# Juan Ángel Rodríguez

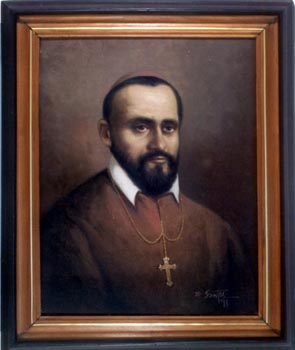
Angel Rodríguez

Juan Angel Rodríguez (Medina del Campo, 1687 - Manilla, 24 juni 1742) was een rooms-katholieke geestelijke. Rodríguez was van 1737 tot 1742 aartsbisschop van het aartsbisdom Manilla.
Rodríguez werd geboren in Medina del Campo in 1687. Na zijn universitaire opleiding Sacred Theology diende hij in diverse kathedralen in Spanje. Rodríguez, een Trinitariër, gaf les aan universiteiten in Salamanca en Alcalá de Henares. Later werd hij benoemd als confessor van Diego Morcillo Rubio de Aunon, de aartsbisschop van Lima. Rodriguez stond bekend om zijn oprechtheid, vroomheid, nederigheid en zorgzaamheid.
Rodríguez kwam op 17 april 1731 aan in Lima en werd reeds kort daarna, op 17 december 1731, benoemd tot aartsbisschop van Manilla. Omdat in die tijd de Manillagaljoen enkele jaren niet mocht uitvaren, was hij gedwongen om tot 2 januari 1736 in Lima te blijven. Op 17 april 1736 vertrok Rodríguez uit Acapulco, om op 30 augustus 1736 op Samar aan te komen. Na nog een maand reizen arriveerde hij op 4 oktober in Caceres, waar hij op 25 november 1736 tot aartsbisschop werd gewijd door bisschop Felipe de Molina. Hij zou uiteindelijk op 23 januari 1736 in Manilla arriveren.
In zijn periode als aartsbisschop introduceerde hij Gregoriaanse gezang en verbood hij nachtelijke processies. Tevens hervormde hij vele feestdagen. Tegen het einde van zijn leven verdedigde hij een fiscal die was aangeklaagd door Fernándo Valdés, de toenmalige Gouverneur-generaal van de Filipijnen. De man had zijn toevlucht gezocht in het klooster van de Franciscanen. Rodríguez haalde hem over zich over te geven en om de gouverneur te vertrouwen. De straf die de man opgelegd kreeg was echter zo zwaar dat de aartsbisschop dit zichzelf zwaar aanrekende. Aangeslagen door het incident overleed hij kort erop op 24 juni 1742.